# 阿方索·佩纳
阿丰索·奥古斯托·莫雷拉·佩纳（Afonso Augusto Moreira Pena，1847年11月30日—1909年6月14日），巴西政治家，1906年和1909年之间的总统。他曾經是一名律师，法学家和巴西最高法院成员。1874年開始從政，他参加帝国大会选举，在随后几年里，他參與立法工作，他還担任過农业部长(1882)，商业及公共议题部长(1883年)和司法部长(1885)。随后又主持米纳斯吉拉斯省省议会。
巴西實行共和制之后，他於1892年和1894年之间任米纳斯吉拉斯州州长，他执政期间贝洛奥里藏特被定为未来国家的首都。1902年佩纳成为弗朗西斯科·德·保拉·罗德里格斯·阿尔维斯的副总统，1906年他当选总统直到他于1909年逝世。
阿丰索·佩纳是第一位主张干预咖啡经济的巴西人总统，联邦政府开始购买生产能力过剩的咖啡，从而保持了咖啡在国际市场的高价。佩纳还推动扩建铁路。
| 前任： 罗德里格斯·阿尔维斯                | 巴西总统           | 繼任： 尼洛·佩萨尼亚               |
| 前任： 弗朗西斯科·德阿西斯·罗萨·伊·席尔瓦 | 巴西副总统         | 繼任： 尼洛·佩萨尼亚               |
| 前任： Eduardo Ernesto da Gama Cerqueira  | 米纳斯吉拉斯州主席 | 繼任： Chrispim Jaques Bias Fortes |